# Шевченко, Сергей Алексеевич
Шевче́нко Серге́й Алексе́евич (3 апреля 1963, Ленинград) — российский предприниматель, депутат Законодательного Собрания второго созыва. Кандидат экономических наук.
Привлекался к уголовной ответственности по обвинениям в вымогательстве.

## Биография
Родился 3 апреля 1963 года в городе Ленинграде. Младший брат Вячеслава Шевченко.
В 1985 году с отличием окончил Ленинградский институт советской торговли имени Энгельса, работал в Василеостровском тресте столовых заведующим производством.
В 1989 году занял должность заместителя у своего старшего брата Вячеслава Алексеевича, генерального директора научно-исследовательского экспериментального предприятия «Росвуздизайн» (переформированного из экспериментальных мастерских при Мухинском училище).
Являлся членом атаманского правления казачьей общины «Невская станица». Занимался благотворительностью, за что был награждён офицерской шашкой и медалью «Кирилл и Мефодий».
В апреле 1993 года был привлечен к уголовной ответственности по делу № 827108, о хищении государственного имущества в особо крупных размерах путём мошенничества. Содержался в следственном изоляторе. В конце того же года освобожден под денежный залог, затем амнистирован.
В декабре 1998 года был избран депутатом Законодательного собрания второго созыва от 41-го округа.
В апреле 2001 года был арестован сотрудниками Регионального управления по борьбе с организованной преступностью.
В ноябре 2001 года решением Куйбышевского районного суда Санкт-Петербурга приговорен к 7,5 годам условно за вымогательство.
В январе 2002 года губернатор Санкт-Петербурга наложил вето на проект городского закона «О внесении изменений в Устав Санкт-Петербурга», разрешающий быть депутатами Законодательного собрания гражданам, которые признаны судом виновными в уголовных преступлениях.
В феврале 2002 года депутатские полномочия Шевченко были прекращены, одновременно городской суд Санкт-Петербурга оставил в силе приговор, обжалованный осужденным парламентарием.
На сегодняшний день[уточнить] является крупным бизнесменом — контролирует финансово-промышленный холдинг ОАО «Норд», ОАО «Метрополь», ОАО «Ладога» и ряд других коммерческих структур. Последняя судимость погашена в связи с истечением срока наказания.

## Преступная деятельность
В 2001 году Сергей Шевченко был задержан по обвинению в вымогательстве. Следствие установило, что Шевченко вымогал 10 тыс. долл. и права собственности на редактируемый журнал у директора издательской группы «Северная столица» — Максима Кузахметова. Поводом для вымогательства послужила критическая статья в журнале «Телеман», принадлежавшем Кузахметову; в заметке рассказывалось об афере с выступлением группы The Prodigy, организованном братьями Шевченко в Санкт-Петербурге. В действительности российские организаторы, продававшие дорогостоящие билеты на концерт английской команды, выдали за неё малоизвестный коллектив Jilton Generation.
Другим эпизодом, вменявшемся Сергею Шевченко, стало вымогательство у журналиста газеты «Санкт-Петербургские ведомости» Владимира Кузнецова. Шевченко был недоволен публикацией, посвященной фальшивому концерту группы Pet Shop Boys в своем клубе «Голливудские ночи». Критическую информацию перепечатала газета «Комсомольская правда», сам корреспондент комментировал инцидент по двум петербургским телеканалам. Согласно цитируемому «Агентством журналистских расследований» обвинительному заключению, после этого в сентябре 1997 года Кузнецова пригласили в офис братьев Шевченко на Невском проспекте (в том же здании, где работали «Голливудские ночи»), и там при помощи угроз предъявили требование напечатать опровержение, а также возместить репутационный ущерб. В течение 24 часов вымогатели обязали потерпевшего выплатить $5 тыс., предупредив об увеличении суммы долга на $1 тыс. за каждый день просрочки. Кузнецов был вынужден скрыться из России, вернувшись в Санкт-Петербург только одновременно с приемом своего заявления оперативниками РУБОП.
Сергей Шевченко пробыл в СИЗО четыре месяца, после чего был выпущен под подписку о невыезде. В итоге суд вынес приговор — 7,5 лет лишения свободы условно.
Российскими СМИ, авторами научных публикаций и европейскими изданиями братья Шевченко рассматривались, как одни из лидеров «тамбовской» организованной преступной группировки.
По утверждению российской газеты «КоммерсантЪ», комментирующей версию о причастности Сергея и Вячеслава Шевченко к организации покушения на петербургского криминального авторитета Руслана Коляка, в правоохранительных органах братьев «считают „авторитетами“ тамбовской группировки»